# Geelwangwoelmuis
De geelwangwoelmuis (Microtus xanthognathus)  is een zoogdier uit de familie van de Cricetidae. De wetenschappelijke naam van de soort werd voor het eerst geldig gepubliceerd door Leach in 1815.

## Voorkomen
De soort komt voor in Canada en de Verenigde Staten.